# IC 3089
IC 3089 ist eine elliptische Galaxie vom Hubble-Typ E? im Sternbild Coma Berenices am Nordsternhimmel. Sie ist schätzungsweise 307 Millionen Lichtjahre von der Milchstraße entfernt.
Das Objekt wurde am 20. Mai 1903 von Stéphane Javelle entdeckt.